# Gerard Thomas Noel
Pour les articles homonymes, voir Gerard Noel.
Gerard Thomas Noel (1782–1851) est un clerc de l'Église d'Angleterre, connu pour ses hymnes. 

## Biographie
Né le 2 décembre 1782, il est deuxième fils de Gerard Noel, 2e baronnet, et de Diana Noel, elle-même baronne, enfant unique de Charles Middleton, 1er baron Barham. Membre d'une famille de 18 enfants, il est le frère aîné de Baptist Wriothesley Noel. Le fils aîné Charles est créé comte en 1841 et les frères reçoivent le préfixe de courtoisie L'honorable. Sa mère est une militante évangélique et abolitionniste réputée. 
Il va à l'école à Langley, dans le Kent. Il fait ses études à l'Université d'Édimbourg, entra au Lincoln's Inn en 1798 et au Trinity College de Cambridge, où il obtient son baccalauréat en 1805 et sa maîtrise en 1808. 
En prenant les ordres sacrés, il exerce successivement les fonctions de la cure à Radwell, dans le Hertfordshire, à Rainham, dans le Kent, à Richmond, dans le Surrey. Il est vicaire de l'Abbaye de Romsey, Hampshire en 1840. En 1834, il est également nommé chanoine honoraire de la cathédrale de Winchester. À Romsey, il restaure l'église abbatiale. 
Il est décédé à Romsey le 24 février 1851. Il est décrit comme "un évangélique conservateur dont la théologie est calviniste et prémillennialiste " et un opposant à l'Église apostolique catholique . 

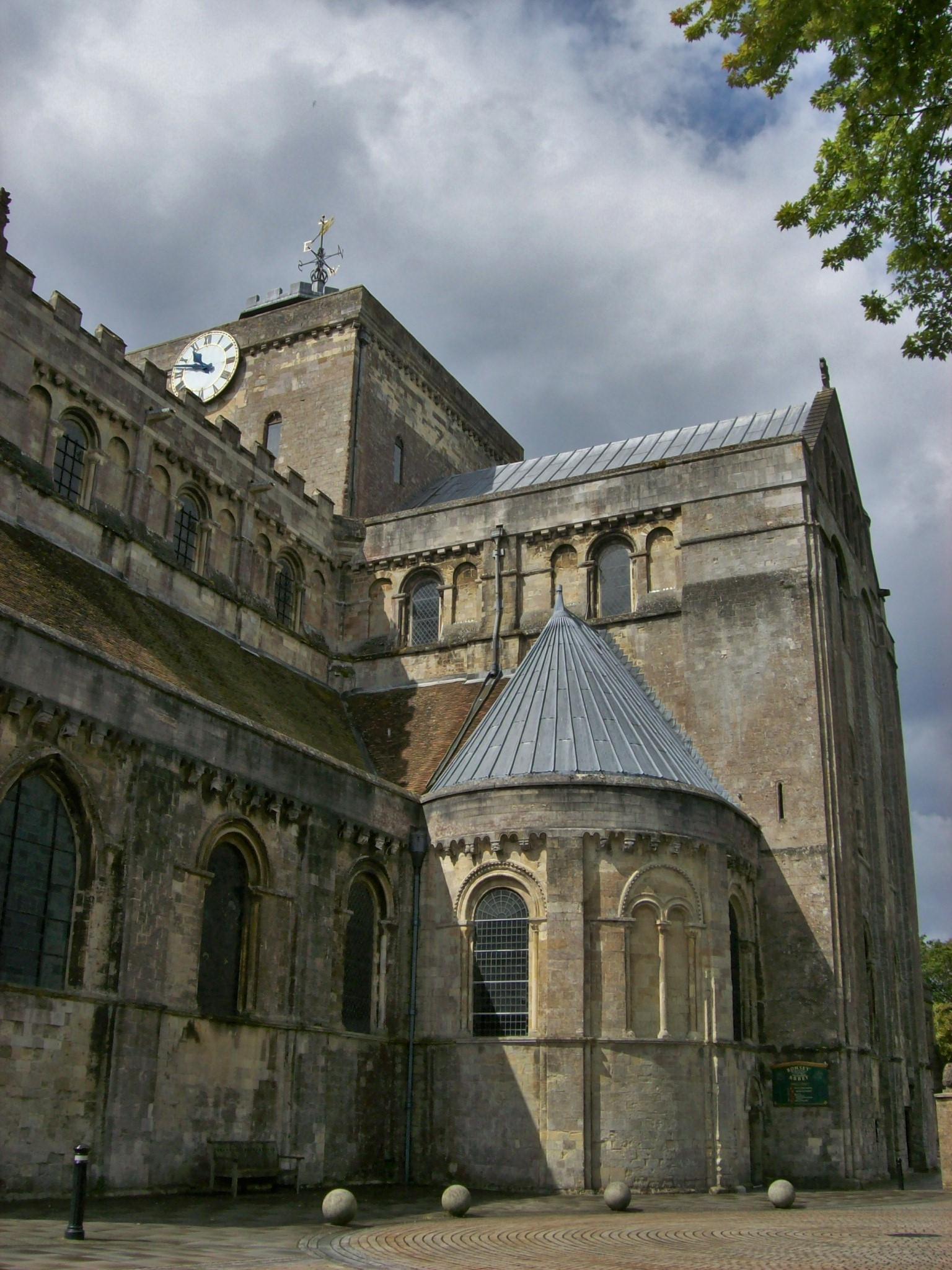
Abbaye de Romsey, aujourd'hui

## Travaux
Il a publié plusieurs ouvrages :  
- Une sélection de psaumes et hymnes pour le culte public, une compilation qui comprend ses propres compositions, 1810.
- Arvendel ou Sketches en Italie et en Suisse, 1826.
- Cinquante sermons à l'usage des familles, 1826, 1827.
- Une brève enquête sur les perspectives de l'Église du Christ, 1828.
- Une lettre à ... Lord Teignmouth, président de la British and Foreign Bible Society, sur le caractère actuel de l'institution, 1831[4]. Noel et son frère baptiste Noel quittèrent la British and Foreign Bible Society en 1831, pour un problème de dénomination, mais ils sont revenus l'année suivante [5].
- Cinquante Sermons prêchés à Romsey, 1853, avec la préface de Samuel Wilberforce, un ami proche.

## Famille
Il se marie à deux reprises, la première en 1806 avec Charlotte Sophia, fille de Lucius O'Brien, troisième baronnet, et la seconde en 1841 avec Susan, fille de John Kennaway, premier baronnet. Il a six filles du premier mariage: 
- Anna Sophia (décédée en 1858), mariée en 1832, Philip Jacob, archidiacre de Winchester.
- Louisa Diana
- Charlotte (décédée en 1848), épouse en 1832 le révérend James Drummond Money, fils de William Taylor Money (en), député[8]. Il est devenu recteur de Sternfield et s'est remarié avec Clara Maria Money-Coutts, fille de Francis Burdett[9].
- Emma (décédée en 1843), épouse le révérend Charles Edward Kennaway; qui s'est remarié, en 1845, avec Olivia Way, troisième fille de Lewis Way[10].
- Elizabeth Welman (décédée en 1868), mariée en 1853 au révérend George Augustus Seymour.
- Caroline Maria Noel (1817-1877) est connue pour ses hymnes[11],[12]